# HKSI Pro Cycling Team
HKSI Pro Cycling Team is een wielerploeg die een Hongkongse licentie heeft. De ploeg bestaat sinds 2014. HKSI komt uit in de continentale circuits van de UCI. Jie Zhang is de manager van de ploeg. Kam-Po Wong, de wereldkampioen scratch van 2007, is assistent-ploegleider.

## Seizoen 2014

### Renners
| Naam            | Geboortedatum     | Nationaliteit | Ploeg 2013 |
| --------------- | ----------------- | ------------- | ---------- |
| Yat Wai Chan    | 4 mei 1992        | Hongkong      | Neo        |
| Chun Hing Chan  | 24 april 1981     | Hongkong      | Neo        |
| King Wai Cheung | 3 september 1985  | Hongkong      | Neo        |
| Burr Ho         | 23 september 1992 | Hongkong      | Neo        |
| Siu Wai Ko      | 9 november 1987   | Hongkong      | Neo        |
| Ho Ting Kwok    | 26 februari 1988  | Hongkong      | Neo        |
| Kwong Lau       | 8 juni 1995       | Hongkong      | Neo        |
| Kwun Wan Law    | 4 augustus 1995   | Hongkong      | Neo        |
| Chun Wing Leung | 20 januari 1994   | Hongkong      | Neo        |
| King Lok Cheung | 8 februari 1991   | Hongkong      | Neo        |
| Ching Ying Mow  | 5 juni 1995       | Hongkong      | Neo        |
| Lok Chun Wu     | 18 juli 1993      | Hongkong      | Neo        |

### Overwinningen

#### Baan
Hongkong
Ploegenachtervolging: King Lok Cheung, King Wai Cheung, Chun Wing Leung en Ho Ting Kwok
Achtervolging: King Lok Cheung
Puntenkoers: King Lok Cheung
Scratch: Ho Ting Kwok
Izu
Puntenkoers: Chun Wing Leung